# Smoothe Da Hustler
Smoothe Da Hustler (właściwie, Damon Smith) – nowojorski raper urodzony na Brooklynie. Smith zadebiutował w 1996 roku albumem Once Upon a Time in America, który uplasował się na 11. miejscu notowania Top R&B/Hip-Hop Albums i 93. miejscu listy Billboard 200. Następnie przez problemy z wytwórnia artysta występował głównie na mixtapach. Po rozwiązaniu kontraktu z Profile Records w 2008 roku wydał swój drugi album zatytułowany Violenttimes Day.
Razem ze swoim bratem Trigger Tha Gamblerem współtworzył duet Smith Brothers.

## Dyskografia
| Rok  | Tytuł                                                                            | Pozycja | Pozycja |
| Rok  | Tytuł                                                                            | USA 200 | USA R&B |
| ---- | -------------------------------------------------------------------------------- | ------- | ------- |
| 1996 | Once Upon a Time in America - Wydany: 19 marca 1996 - Wytwórnia: Profile Records | 93      | 11      |
| 2008 | Violenttimes Day - Wydany: 28 marca 2008 - Wytwórnia: SMG Music                  | -       | -       |
| 2011 | Violenttimes Day 2 - Wydany: 21 lutego 2011 - Wytwórnia: SMG Music               | -       | -       |